# Log pri Mlinšah
Log pri Mlinšah – wieś w Słowenii, w gminie Zagorje ob Savi. W 2018 roku liczyła 45 mieszkańców.